# بحر قنطبرية
بحر قنطبرية أو قنتبرية كنتبرية مسطح مائي يقع ضمن المحيط الأطلسي على الساحل الشمالي الشرقي من إسبانيا والجنوبي الغربي من فرنسا ضمن خليج غشكونية ويصب فيه نهر أدور، يبلغ طول البحر 800 كيلومترًا، ويمر في عدد من المناطق في إسبانيا وفرنسا لا كورونيا لُك أستورياس قنطبرية بسقاية و غيبوثكوا في إسبانيا و منطقة لابورد في فرنسا.

## انطر أيضًا
- جبال قنطبرية